# 호시노촌
호시노촌(일본어: 星野村)은 일찍이 후쿠오카현 남부에 있던 야메군의 촌이며 현재는 후쿠오카현 야메시의 오아자로 변경되었다.
우편번호는 834-0201. 세대수는 1,109세대, 인구는 3,042명(2012년) 11월 30일 현재)이다. 

## 지리
후쿠오카 현의 남부, 오이타현과의 현 경계부에 위치한다. 촌역은 대부분이 산지이다. 마을의 축은 호시노 강을 따라서 있다. 고도가 높고 인구밀도가 낮기 때문에 별이 예쁘게 보이는 마을로서 알려져 있다. 그 때문에 "별의 고향 호시노 촌"으로서 홍보하고 있다.
2010년 1월 31일까지 야메군 호시노촌에 해당되며, 지역 전체가 호시노 지구로 되어있다. 합병후 주소표기에서 '호시노촌'이라는 명칭을 유지하고 있으며, 2009년 10월에는 '일본에서 가장 아름다운 마을' 연합에 가입하여 지구 내 활성화에 힘쓰고 있다.

### 인접한 자치체
- 후쿠오카 현
  - 구루메시
  - 우키하시
  - 야메시
  - 야메군 구로기 정·야베 촌

- 오이타현
  - 히타시

## 역사
- 1889년 4월 1일 - 정촌제 시행에 의해 이쿠하군 호시노촌이 되었다.
- 1896년 2월 26일 - 군제 시행에 의해 후쿠오카 현내의 군 재편으로 이쿠하군이 분할·통합되어 신설된 야메군에 속하게 되었다.
- 2010년 2월 1일 - 구로기 정·다치바나 정·야베 촌와 함께 야메 시에 편입되어 소멸하였다.

## 경제
야메 차의 생산지의 하나이다.